# Margaretville
Margaretville – wieś w Stanach Zjednoczonych, w stanie Nowy Jork, w hrabstwie Delaware.